# 小谷野純一
小谷野 純一（こやの じゅんいち、1943年〈昭和18年〉 - ）は、日本の国文学者。大東文化大学名誉教授。
1966年（昭和41年）二松学舎大学国文科卒。1970年（昭和45年）同大学院修士課程修了。大東文化大学文学部助教授、教授。2014年（平成26年）定年。平安時代女流日記が専門。NHKラジオ「古典講読」講師を務めた。

## 著書
- 『平安後期女流日記の研究』 （教育出版センター、1983年4月）
- 『讃岐典侍日記全評釈』 （風間書房、1988年11月）
- 『女流日記への視界 更級日記・讃岐典侍日記をめぐって』 （笠間叢書、1991年6月）
- 『更級日記全評釈』 （風間書房、1996年9月）
- 『校注讃岐典侍日記』 （新典社・校注叢書、1997年4月）
- 『校注更級日記』 （新典社・校注叢書、1998年10月 ）
- 『平安日記の表象』 （笠間書院、2003年9月）
- 『紫式部日記』 （笠間文庫・原文&現代語訳シリーズ、2007年4月 ）
- 『紫式部日記の世界へ』 （新典社新書、2009年1月）
- 『更級日記への視界』 （新典社選書、2010年10月）
- 『讃岐典侍日記への視界』 （新典社選書、2011年8月）
- 『讃岐典侍日記』（ 笠間文庫・原文&現代語訳シリーズ、20１５年２月 ）

## 編著
- 『源氏物語の鑑賞と基礎知識. No.36　蓬生・関屋』 （「解釈と鑑賞」別冊、至文堂、2004年10月）

## 参考
- J-GLOBAL 研究者情報: